# Свантеполк Кнудссон
Свантеполк Кнудссон (помер бл. 1310) — шведський лицар і радник. Він був впливовим феодалом в Естерйотланді.  

Родовий герб Свантеполка Кнудссона

## Біографія
Його батьком був Кнуд Вальдемарсен (бл. 1205-1260), герцог Ревелю, Блекінге і Лолланну, що своєю чергою був позашлюбним сином данського короля Вальдемара II (1170–1241)  Його мати була померанкою, ім’я якої достеменно невідоме, але вказується, що вона походила з герцогської родини Східної Померанії. Ім'я Свантеполк могло нагадувати про якогось родича слов'янських князівських династій по материнській лінії, можливо князя Святополка I. Його братом був Ерік, герцог Халландський.
Свантеполк оселився у Вібі в Естерйотланді наприкінці 13 століття. Він був лицарем і радником приблизно з 1290 року, а також, як феодал, виконував обов'язки місцевого судді. Його маєток знаходився в Остра Рид, парафії Седерчепінг.  Він став юстиціарем (лагманом) Естерйотланда.
Його дружиною була Бенедикта з Білбо (пом. 1261), донька Суне Фолкессона (пом. 1247), онука графа Біргера Брози (пом. 1202). Матір'ю Бенедикти була Гелена Сверкерсдоттер, дочка шведського короля Сверкера II і його першої дружини Бенедикти Еббесдоттер з Гвіде (пом. бл. 1200). Вона була сестрою королеви Катаріни Сунесдоттер (бл. 1215 – 1252), дружини короля Швеції Еріка XI.     
Свантеполк Кнудссон був батьком Інгрід Свантеполксдоттер (пом. бл. 1350), дружини Фольке Альготссона (пом. бл. 1310), а пізніше абатиси абатства Врета. Вони були батьками шведського радника Кнута Фолькессона (пом. 1348).  
Дочки Свантеполка та Бенедикти вийшли заміж за шведських сеньйорів і стали родоначальницями кількох шведських дворянських родів.